# Bobby Allison
Pour les articles homonymes, voir Allison.
 (novembre 2024).
Si vous disposez d'ouvrages ou d'articles de référence ou si vous connaissez des sites web de qualité traitant du thème abordé ici, merci de compléter l'article en donnant les références utiles à sa vérifiabilité et en les liant à la section « Notes et références ».
Statistiques en NASCAR Cup Series
Dernière mise à jour : 17 décembre 2016 
Robert Arthur Allison, dit Bobby Allison, né le 3 décembre 1937 à Miami (Floride) et mort le 9 novembre 2024 à Mooresville (Caroline du Nord), est un pilote automobile et propriétaire de stock-car professionnel américain.
Allison était le fondateur de l'Alabama Gang, un groupe de pilotes basé à Hueytown, en Alabama, où il y avait de nombreuses pistes courtes avec des prix de course élevés. Allison a couru en compétition dans la NASCAR Cup Series de 1961 à 1988, tout en participant régulièrement à des événements sur piste courte tout au long de sa carrière. Il a également couru en IndyCar, Trans-Am et Can-Am. Nommé l'un des 50 plus grands pilotes de NASCAR et membre du NASCAR Hall of Fame, il a remporté la Daytona 500 en 1978, 1982 et 1988.
Son frère Donnie Allison était également un pilote de premier plan, tout comme ses deux fils, Clifford et Davey Allison. Unr bagarre télévisée entre Bobby et Donnie avec Cale Yarborough au Daytona 500 de 1979 a permis de faire connaître la NASCAR à un public national. Allison a notamment concouru avec succès avec sa propre équipe à petit budget pendant une grande partie de sa carrière.

## Jeunesse
Allison est né le 3 décembre 1937 à Miami, en Floride. Il a participé à sa première course en tant qu'élève senior au lycée Archbishop Curley-Notre Dame de Miami. Comme il n'avait que 17 ans, il devait avoir la permission de ses parents pour courir. Lorsque sa mère lui a donné sa permission, Allison a supposé que c'était permanent, mais sa mère ne l'envisageait que pour une seule course.
Après qu'il ait obtenu son diplôme d'études secondaires en 1955, la mère d'Allison pensait qu'elle ferait diminuer son intérêt pour la course en l'envoyant dans le Wisconsin pour travailler pour Mercury Outboard Motors, où son beau-frère, Jimmy Hallett, était le directeur national des ventes. Le propriétaire de Mercury était un certain Carl Kiekhaefer, qui possédait également des voitures de course. Allison a commencé à travailler comme mécanicien et testeur de moteurs. Alors qu'il était employé chez Mercury, Allison a travaillé dans la division des bateaux pendant 10 mois, puis a été transféré dans la division courses. Pendant les deux mois où il a travaillé dans la division courses de Kiekhaefer, il a participé à 19 épreuves, principalement au Grand National (connu sous le nom de NASCAR Cup Series à partir de 2020) et à quelques courses de cabriolets. Chacune de ces courses a été remportée par une voiture de Carl Kiekhaefer, l'atelier dans lequel il travaillait. Kiekhaefer était une personne difficile, et plusieurs employés furent licenciés ; Allison décida alors de retourner à Miami, après seulement un peu plus de deux mois.
En 1956, de retour à Miami, Allison a recommencé à courir. Ses parents avaient dit à Allison qu'il ne pouvait pas à la fois courir et vivre à la maison, alors Allison a inventé un nom fictif (Bob Sunderman) qui n'a été utilisé qu'une seule fois car il a terminé suffisamment bien pour être dans le journal du week-end. Le père d'Allison a vu le journal et lui a alors dit que s'il voulait courir, il devait le faire avec honneur et utiliser son propre nom. En 1959, Allison emmena son frère Donnie, Kenny Andrews, qui possédait une voiture (dont le père possédait Andy Racing Wheels) et Gil Hearne, qui l'accompagnait comme pilote, pour trouver des courses plus lucratives que celles organisées dans le sud de la Floride. Leur recherche les conduisit au Montgomery Motor Speedway à Montgomery, en Alabama, où il fut informé qu'une course aurait lieu ce soir-là à Midfield, en Alabama, près de Birmingham. Allison s'inscrivit et termina cinquième de cette course, ce qui lui rapporta plus que de terminer deuxième dans n'importe quelle course de niveau supérieur dans le sud de la Floride. Il se rendit à Montgomery le lendemain soir, remportant les courses préliminaires et termina deuxième de la course principale, gagnant 400 $. Les deux frères rentrèrent chez eux et Bobby convainquit Red Farmer de revenir en Alabama avec lui. Ils connurent un succès immédiat et commencèrent à répondre au nom de The Alabama Gang. Allison est devenu un pilote réputé et une star des courses sur piste courte, remportant deux titres consécutifs en Modified Special en 1962-1963, puis deux championnats consécutifs en NASCAR National Modified en 1964-1965.

## Carrière

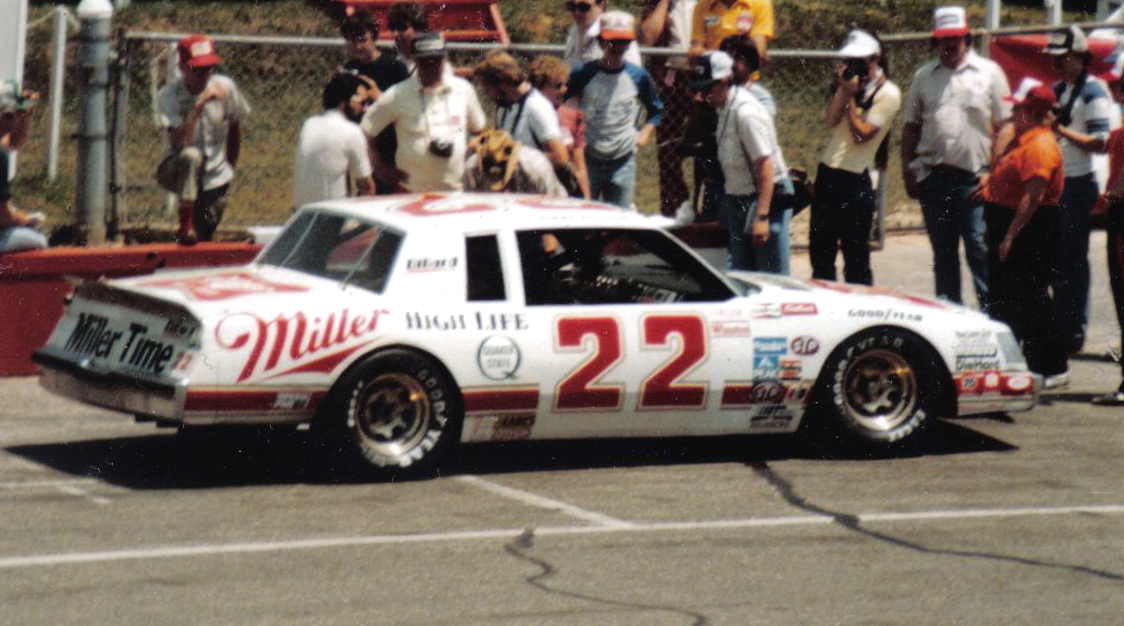
Voiture de Bobby Allison en 1983.

Bobby Allison s'est notamment illustré en NASCAR et a remporté la Winston Cup en 1983. Ses deux fils furent pilotes : Clifford se tua lors d'essais sur le circuit du Michigan en 1992 tandis que Davey fut aussi pilote jusqu'à sa mort dans un accident d'hélicoptère en 1993 sur le circuit de Talladega.
Lui-même pilote durant 25 saisons, Bobby remporte 84 courses dans la principale série NASCAR dont 3 Daytona 500 en 1978, 1982 et 1988. Il vit sa carrière brisée par un très grave accident à Pocono en 1988.